# Mike Scott (basquetebolista)
 James Michael Scott (nascido em 16 de julho de 1988) é um jogador americano de basquete profissional que joga no Philadelphia 76ers da National Basketball Association (NBA).
Ele jogou basquete universitário na Universidade da Virgínia e foi selecionado pelo Atlanta Hawks na 43° escolha geral do Draft de 2012.

## Carreira do ensino médio
Scott jogou sua carreira no ensino médio na Deep Creek High School e depois passou um ano na Hargrave Military Academy.
Considerado um recruta de quatro estrelas pelo Rivals.com, Scott foi listado como o 33° melhor Ala-pivô e o 115° melhor jogador do país em 2007.

## Carreira universitária

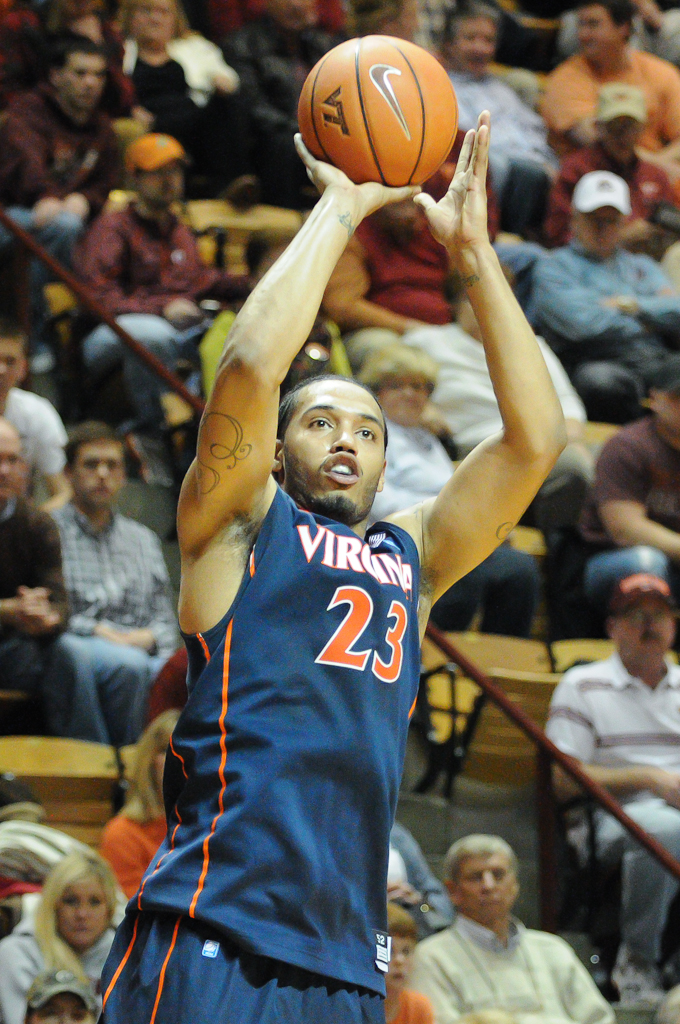
Scott com Virginia em fevereiro de 2012

Depois de sólidos três primeiros anos em que liderou Virginia em rebotes, Scott parecia pronto para uma temporada extraordinária em 2010-2011. Ele começou o ano com uma média de 15,9 pontos e 10,2 rebotes nos dez primeiros jogos da equipe. Mas a temporada de Scott terminou cedo por causa de uma lesão no tornozelo.
Devido a sua lesão, Scott recebeu um quinto ano de elegibilidade. Ele foi um dos melhores jogadores na Conferência da Costa Atlântica (ACC) em 2011-12, com médias de 18,0 pontos e 8,3 rebotes por jogo. Ele liderou os Cavaliers para um recorde de 22-10 e sua primeira participação no Torneio da NCAA em cinco anos, mas perdeu para Universidade da Flórida no round 64. Scott recebeu reconhecimento nacional como All-American pelo Sporting News (Terceira-Equipe) e pela Associated Press (Menção Honrosa).
Scott terminou sua carreira em Virgínia com 1.538 pontos e como terceiro maior reboteiro da história com 944.

## Carreira profissional

### Atlanta Hawks (2012–2017)

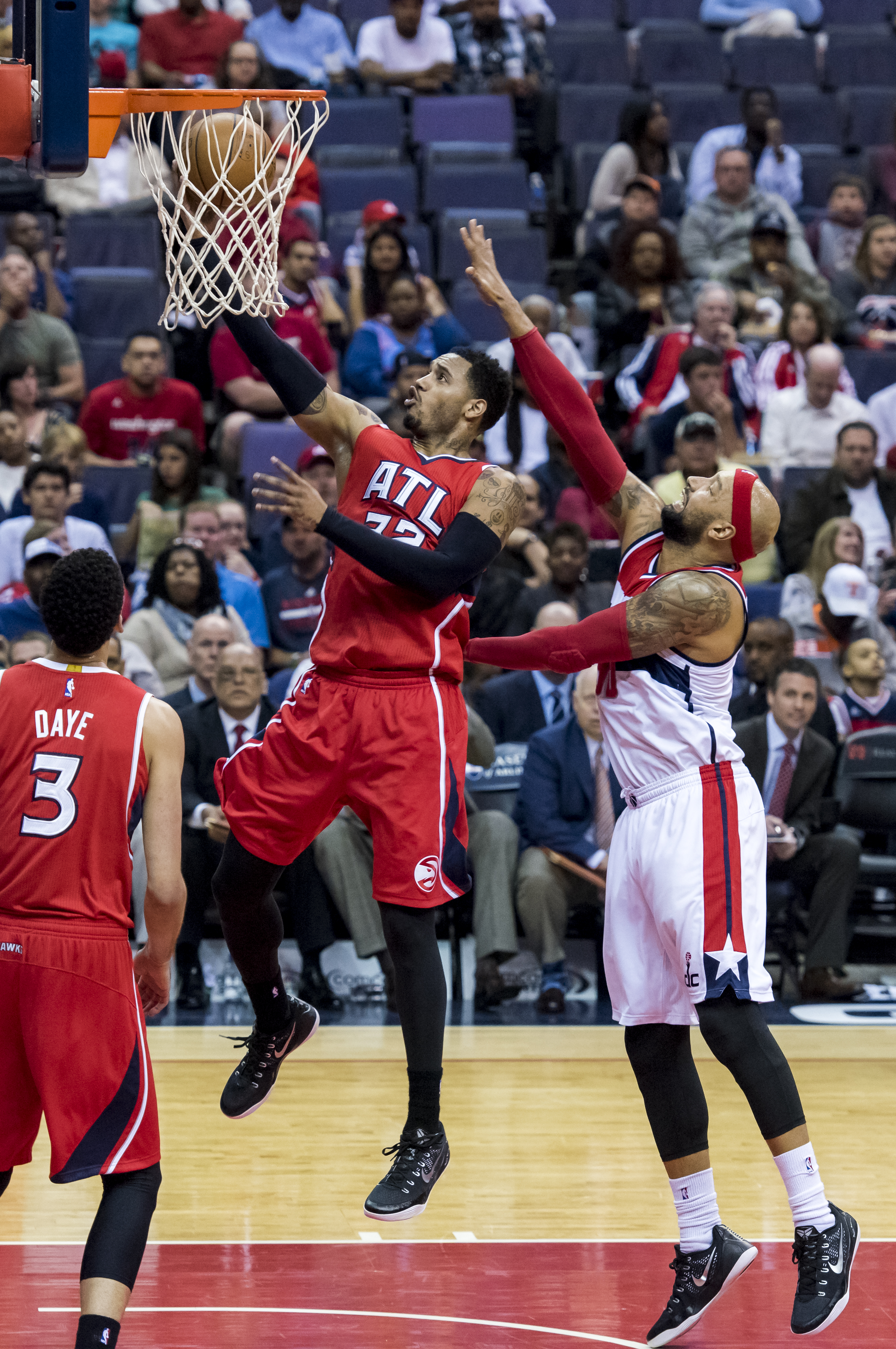
Scott com os Hawks em abril de 2015

Em 28 de junho de 2012, Scott foi selecionado pelo Atlanta Hawks com a 43ª escolha geral no Draft de 2012. Em 6 de setembro de 2012, ele assinou um contrato com os Hawks. Em 1 de dezembro de 2012, ele foi designado para o Bakersfield Jam da D-League. Ele foi chamado de volta pelos Hawks em 11 de dezembro, reatribuído em 1 de março e voltou a ser chamado em 6 de março.
Em 22 de fevereiro de 2014, Scott marcou 30 pontos em uma vitória por 107-98 sobre o New York Knicks. Ele se tornou uma opção de pontuação vinda do banco na temporada de 2013-14, tendo uma média de 9,6 pontos por jogo na temporada.
Em 26 de agosto de 2014, Scott voltou a assinar com os Hawks. Em 14 de março de 2015, ele foi descartado indefinidamente após sofrer uma lesão no pé esquerdo contra o Denver Nuggets. Ele perdeu 11 jogos com a lesão, voltando à ação em 4 de abril contra o Brooklyn Nets.
Depois de ser preso em julho de 2015 por posse de drogas, muitos acreditavam que Scott seria cortado pelos Hawks. Com seu processo legal ainda pendente, Atlanta escolheu manter Scott para a temporada de 2015-16.
Em 31 de outubro de 2016, Scott foi descartado por quatro semanas enquanto passava por uma série de procedimentos não cirúrgicos para curar suas dor no joelho esquerdo. Durante a temporada de 2016-17, ele teve três atribuições para a D-League, duas com o Long Island Nets e uma com o Delaware 87ers.
Em 23 de fevereiro de 2017, Scott foi negociado, juntamente com os direitos de Cenk Akyol e dinheiro, para o Phoenix Suns em troca de uma escolha de segunda rodada do Draft de 2017. Ele foi dispensado pelos Suns no dia seguinte.

### Washington Wizards (2017–2018)
Em 9 de julho de 2017, Scott assinou com o Washington Wizards.

### Los Angeles Clippers (2018–2019)
Em 9 de julho de 2018, Scott assinou com o Los Angeles Clippers.

### Philadelphia 76ers (2019–Presente)
Em 6 de fevereiro de 2019, Scott foi negociado, junto com Tobias Harris e Boban Marjanović, ao Philadelphia 76ers em troca de Wilson Chandler, Mike Muscala, Landry Shamet e uma série de futuras escolhas de draft. Em 30 de junho, Scott voltou a assinar com os 76ers por dois anos em um negócio no valor de US $ 9,8 milhões.

## Estatísticas

### NBA

#### Temporada regular
| Ano      | Equipe        | PJ  | PT | MPJ  | AP   | 3P   | LL   | RT  | AS  | BR | TO | PPJ |
| -------- | ------------- | --- | -- | ---- | ---- | ---- | ---- | --- | --- | -- | -- | --- |
| 2012–13  | Atlanta       | 40  | 1  | 9.4  | .476 | .000 | .768 | 2.8 | .3  | .1 | .1 | 4.6 |
| 2013–14  | Atlanta       | 80  | 6  | 18.5 | .479 | .310 | .780 | 3.6 | .9  | .4 | .1 | 9.6 |
| 2014–15  | Atlanta       | 68  | 0  | 16.5 | .444 | .344 | .792 | 2.9 | 1.1 | .4 | .0 | 7.8 |
| 2015–16  | Atlanta       | 75  | 0  | 15.3 | .468 | .392 | .794 | 2.7 | 1.0 | .3 | .2 | 6.2 |
| 2016–17  | Atlanta       | 18  | 0  | 10.8 | .293 | .148 | .875 | 2.1 | .9  | .2 | .2 | 2.5 |
| 2017–18  | Washington    | 76  | 1  | 18.5 | .527 | .405 | .658 | 3.3 | 1.1 | .3 | .1 | 8.8 |
| 2018–19  | L.A. Clippers | 52  | 0  | 14.4 | .400 | .391 | .667 | 3.3 | .8  | .3 | .2 | 4.8 |
| 2018–19  | Philadelphia  | 27  | 3  | 24.0 | .400 | .412 | .667 | 3.8 | .8  | .3 | .2 | 7.8 |
| 2019–20  | Philadelphia  | 68  | 11 | 17.8 | .426 | .369 | .811 | 3.6 | .8  | .3 | .1 | 6.0 |
| Carreira | Carreira      | 504 | 22 | 16.1 | .434 | .307 | .756 | 3.1 | .8  | .2 | .1 | 6.4 |

#### Playoffs
| Ano      | Equipe       | PJ | PT | MPJ  | AP   | 3P   | LL    | RT  | AS | BR | TO | PPJ  |
| -------- | ------------ | -- | -- | ---- | ---- | ---- | ----- | --- | -- | -- | -- | ---- |
| 2013     | Atlanta      | 4  | 0  | 5.0  | .500 | .000 | .750  | 1.8 | .3 | .0 | .0 | 3.3  |
| 2014     | Atlanta      | 7  | 0  | 20.9 | .365 | .323 | .714  | 2.6 | .4 | .1 | .0 | 9.4  |
| 2015     | Atlanta      | 11 | 0  | 15.6 | .382 | .154 | 1.000 | 4.2 | .5 | .5 | .0 | 4.5  |
| 2016     | Atlanta      | 10 | 0  | 16.1 | .625 | .500 | .875  | 3.2 | .5 | .3 | .3 | 6.5  |
| 2018     | Washington   | 6  | 0  | 21.0 | .634 | .636 | 1.000 | 3.5 | .7 | .3 | .2 | 10.8 |
| 2019     | Philadelphia | 10 | 0  | 19.3 | .447 | .353 | 1.000 | 3.4 | .5 | .3 | .0 | 5.6  |
| 2020     | Philadelphia | 4  | 0  | 5.0  | .200 | .000 | 1.000 | 2.0 | .3 | .0 | .0 | 1.5  |
| Carreira | Carreira     | 52 | 0  | 14.7 | .450 | .280 | .905  | 2.9 | .4 | .2 | .1 | 5.9  |

### Universitário
| Ano      | Equipe   | PJ  | PT  | MPJ  | AP   | 3P    | LL   | RT   | AS  | BR  | TO  | PPJ  |
| -------- | -------- | --- | --- | ---- | ---- | ----- | ---- | ---- | --- | --- | --- | ---- |
| 2007-08  | Virginia | 32  | 21  | 18.1 | .441 | .400  | .703 | 5.3  | 0.5 | 0.6 | 0.4 | 5.7  |
| 2008-09  | Virginia | 28  | 19  | 27.6 | .544 | .333  | .741 | 7.4  | 0.8 | 0.9 | 0.3 | 10.3 |
| 2009-10  | Virginia | 28  | 25  | 27.4 | .505 | .429  | .719 | 7.2  | 1.3 | 0.6 | 0.3 | 12.0 |
| 2010-11  | Virginia | 10  | 9   | 33.7 | .482 | 1.000 | .881 | 10.2 | 1.6 | 0.3 | 0.7 | 15.9 |
| 2011-12  | Virginia | 32  | 32  | 31.2 | .563 | .300  | .808 | 8.3  | 1.2 | 0.7 | 0.5 | 18.0 |
| Carreira | Carreira | 130 | 106 | 27.6 | .507 | .492  | .770 | 7.6  | 1.0 | 0.6 | 0.4 | 12.3 |

Fonte:

## Vida pessoal
Em 30 de julho de 2015, Scott e seu irmão, Antonn, foram presos por posse de drogas depois que 35,2 gramas de maconha e 10,9 gramas de MDMA foram encontrados em um SUV conduzido por Antonn. Scott estava enfrentando uma possível sentença de 25 anos de prisão por suas acusações de drogas. Em 2 de maio de 2017, um tribunal superior da Geórgia proferiu uma decisão para suprimir todas as provas e arquivar o caso de drogas contra Scott e seu irmão, em grande parte com base em depoimentos e provas que sugeriam um padrão de discriminação racial pela lei no condado.